# Operário Ferroviário EC (PR)
Az Operário Ferroviário Esporte Clube labdarúgó csapatát a brazíliai Ponta Grossa városában hozták létre 1912-ben. Paraná állam első osztályú bajnokságában és az országos Série C küzdelmeiben érdekelt.

## Sikerlista

### Hazai
- 1-szeres Série C bajnok: 2018
- 1-szeres Série D bajnok: 2017

### Állami
- 1-szeres Paranaense bajnok: 2015
- 1-szeres Série Prata bajnok: 1969

## Játékoskeret
2015-től
| # |     | Poszt | Név              |
| - | --- | ----- | ---------------- |
|   | BRA | K     | Guilherme        |
|   | BRA | K     | Jhonatan         |
|   | BRA | K     | Vinícius         |
|   | BRA | V     | Douglas Mendes   |
|   | BRA | V     | Marcelo Carvalho |
|   | BRA | V     | Micael           |
|   | BRA | V     | Sosa             |
|   | BRA | V     | Danilo Báia      |
|   | BRA | V     | Julinho          |
|   | BRA | V     | Nequinha         |
|   | BRA | V     | Peixoto          |
|   | BRA | KP    | Chicão           |
|   | BRA | KP    | Jhonathan Megson |
|   | BRA | KP    | Léo Salino       |
|   | BRA | KP    | Lucas            |

| # |     | Poszt | Név                 |
| - | --- | ----- | ------------------- |
|   | BRA | KP    | Matheus Albuquerque |
|   | BRA | KP    | Sidnei              |
|   | BRA | KP    | Alex                |
|   | BRA | KP    | Eliomar             |
|   | BRA | KP    | Pedrinho            |
|   | BRA | KP    | Ruy                 |
|   | BRA | KP    | Washington          |
|   | BRA | KP    | Douglas             |
|   | BRA | KP    | Mateus Lima         |
|   | BRA | CS    | Andrezinho          |
|   | BRA | CS    | Joelson             |
|   | BRA | CS    | Juba                |
|   | BRA | CS    | Paulinho            |
|   | BRA | CS    | Peixinho            |